# Filip al II-lea, Conte de Schaumburg-Lippe
Filip al II-lea Ernst, Conte de Schaumburg-Lippe (5 iulie 1723 – 13 februarie 1787) a fost conducător al comitatelor de Lippe-Alverdissen și Schaumburg-Lippe.

## Biografie
S-a născut la Rinteln ca fiu al lui Friedrich Ernst, Conte de Lippe-Alverdissen (1694-1777) și a soției acestuia, Elisabeta Philippine von Friesenhausen. Tatăl lui a fost fiul contelui Filip Ernest I, fondatorul liniei de Lippe-Alverdissen a Casei de Schaumburg-Lippe, și a ducesei Dorothea Amalia de Schlesvig-Holstein-Sonderburg-Beck (1656-1739). 
El a succedat tatălui său în 1749 și a domnit până a moștenit teritoriile Schaumburg-Lippe în urma morții vărului său Wilhelm la 10 septembrie 1777. A fost conte până la moartea sa la 13 februarie 1787 când a fost succedat de singurul său fiu în viață Georg Wilhelm.

## Căsătorii și copii
S-a căsătorit prima dată la 6 mai 1756 la Weimar cu ducesa Ernestine Albertine de Saxa-Weimar, fiica lui Ernest August I, Duce de Saxa-Weimar (1727-1769). Din această căsătorie a avut patru copii:
- Contele Clemens August (1757-1757)
- Contele Karl Wilhelm (1759-1780)
- Contele Georg Karl (1760-1776)
- Contesa Friederike Antoinette (1762-1777)

La 10 octombrie 1780, la Philippsthal, s-a căsătorit a doua oară cu Juliane de Hesse-Philippsthal (1761-1799), cu care a avut patru copii: 
- Contesa Eleonore Luise (1781-1783)
- Contesa Wilhelmine Charlotte (1783-1858)
- Contele Georg Wilhelm (1784-1860)
- Contesa Karoline Luise (1786-1846)